# Calinog
Calinog est une municipalité de la province d'Iloilo, aux Philippines.